# Rennesøy
Rennesøy è un ex comune norvegese della contea di Rogaland. Dal 1º gennaio 2020 è stato unito, insieme a Finnøy al comune di Stavanger.
Il comune è formato un gruppo di isole, tra cui l'isola di Rennesøy e la vicina isola di Mosterøy.